# Oh! (소녀시대의 음반)
《Oh!》는 대한민국의 여자 그룹 소녀시대의 두 번째 정규 음반이다. 2010년 1월 28일 SM 엔터테인먼트를 통해 발매되었다. 2010년 1월 28일에 발매한 앨범과 동일한 제목의 노래가 타이틀 곡이며, 후속곡으로 "Run Devil Run"을 내놓으면서 리패키지 앨범으로 재발매하였다.

## 앨범 기획 및 구성
- 타이틀 곡은 1번 트랙의 "Oh!"이다.
- 초회 한정판에는 소녀시대 멤버 중 한 명의 사인과 미공개 사진이 들어 있다.
- 제작 과정 중 기술적인 실수로, 초기 발매판에서는 CD를 고정시키는 부분이 효연의 얼굴을 절반 이상 가리는 현상이 나타났다. 팬들의 항의를 받고, 초도 물량부터 수정 조치되었다.[3]
- 2번 트랙 "Show! Show! Show!"와 5번 트랙 "웃자 (Be Happy)"는 아시아 투어 콘서트에서 처음으로 공개한 곡이다.
- 3번 트랙 "뻔 & Fun (Sweet Talking Baby)"는 루이지 보케리니 현악 5중주 E장조 3악장 미뉴에트를 샘플링한 곡으로 가야금으로 연주된 부분이 있는 곡이다. 이 곡은 소녀시대의 핸드폰 CF 삽입곡으로 쓰였다.
- 4번 트랙 "영원히 너와 꿈꾸고 싶다"는 팬을 위한 노래이다. 그리고 이 노래는 MBC 드라마 《파스타》OST 앨범에 수록되었다.[4]
- 6번 트랙 "화성인 바이러스 (Boys & Girls)"는 샤이니의 멤버 Key가 피쳐링에 참여한 곡이다.
- 10번 트랙 "좋은 일만 생각하기 (Day By Day)"는 2008년 발매된 《베토벤 바이러스》OST 앨범에 수록되었던 "사랑은 선율을 타고 (Day By Day)"를 개사한 곡이다.
- 미니 앨범 1집 《Gee》와 2집 《소원을 말해봐 (Genie)》의 타이틀 곡이 각각 이 정규 앨범 11번과 12번 트랙으로 수록되었다.
- 타이틀 곡 "Oh!"를 제외한, 음반 수록곡들 중 멤버별로 가장 좋아하는 곡은 아래와 같다.[5]
  - "영원히 너와 꿈꾸고 싶다" - 유리, 서현.
  - "화성인 바이러스" - 태연, 제시카, 효연, 윤아.
  - "별별별" - 티파니.
- 각 멤버들의 치어리더 유니폼 넘버는 각자 좋아하거나 의미를 둔 숫자들이다.[5]
  - 9번 - 태연은 멤버가 총 9명, 생일 3월 9일, 별명이 탱구이기 때문에.
  - 32번 - 효연은 숫자 3과 2를 좋아하기 때문에 두 숫자를 조합.
  - 11번 - 서현은 좋아하는 숫자 1을 두 번 넣기를 원했다.
  - 0번 - 티파니는 01번을 신청했는데, 전달 착오로 인해 1이 빠졌다.
  - 21번 - 유리는 당시 21살이었기 때문에.
  - 22번 - 제시카는 당시 22살이었기 때문에.
  - 7번 - 윤아가 좋아하는 숫자.

### 리패키지 앨범
정규 앨범에 수록된 노래들 중에서 "Oh!" 다음으로 활동할 후속곡을 정하는 것이 아닌, 앨범에 수록되어 있지 않은 별도의 신곡을 추가로 삽입하여 2개월 만에 음반을 재발매함과 동시에 그 신곡으로 후속곡 무대 활동을 하는 마케팅 전략을 펼쳤다.
- 2집 리패키지 앨범의 커버 사진은 윤아다.
- 2집 리패키지 앨범은 "런 데빌 런 (Run Devil Run)"과 "에코 (Echo)", 두 곡이 새로 수록되어 총 15트랙이 되었고, 그 두 개의 신곡들 중에서 "Run Devil Run"으로 후속곡 활동을 이어 나갔다.
- "Run Devil Run"의 춤 포인트는 슬로우 모션 달리기 댄스다. 네티즌들이 "나 잡아 봐라 춤"이라는 이름을 지어 주었다.[출처 필요]
- 미국의 팝스타 케샤가 데뷔 전 이 곡의 가이드를 불렀다. 2008년, 이 가이드 버전 음원의 불법 유출로 인해 음원을 삭제하는 해프닝이 벌어졌다. 그리고 2년 후, 이 곡을 소녀시대가 처음으로 정식 발표하였다. 이 노래로 케샤도 인터넷에서 화제가 되었다.[출처 필요]
- 윤아는 데뷔 후 처음으로 앞머리가 있는 헤어스타일(뱅헤어)을 해서 화제가 되었다. 그러나 이 앞머리는 가발이다. 윤아가 라디오 생방송 중, 포복절도를 하며 앞머리가 뒤로 넘어가는 일이 생겼다.[출처 필요]
- 생방송 무대에 설 때는 블랙 의상과 화이트 의상을 번갈아 입고 나온다.[6]

## 활동 일지

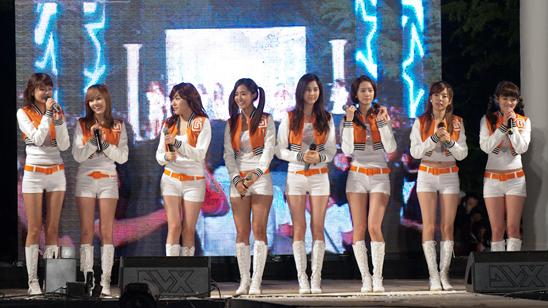
2010년 5월 20일 배재대학교 축제에서 소녀시대

- 1월 22일, 소녀시대의 소속사인 SM 엔터테인먼트가 정규 2집《Oh!》의 음반 표지 사진을 처음으로 공개하였다.[7]
- 1월 23일, 자정 네이버 뮤직이 타이틀 곡 "Oh!"의 뮤직 비디오 티저 영상을 독점 공개하였다.[8] 티저 공개 당일 이용자가 폭주하여 1시간가량 네이버 뮤직 서비스에 접근하지 못하는 문제가 생겨, 티저 영상을 기다린 팬들과 콘텐츠를 공급한 SM 엔터테인먼트에 사과를 하였다.[9]
- 1월 25일에는 "Oh!"가 음원 사이트에서 선공개되었다.[10] 음원이 공개된 지 한 시간 만에 실시간 음원 차트에서 단숨에 상위권에 올랐다.[11][12][13]
- 1월 27일에는 "Oh!" 뮤직 비디오를 유튜브 SM 엔터테인먼트 공식 채널을 통해 공개하였다.[14][15]
- 1월 28일에는 음원 사이트에서 전 곡을 공개하며, 온·오프라인 매장 발매를 시작하였다. 선주문량은 온라인에서 59,500장, 오프라인 매장에서 90,390장 등 총 149,890장으로 약 15만 장에 달하였다.[16][17]
- 1월 30일 방영된 MBC《쇼 음악중심》198회에서 타이틀 곡 "Oh!"와 "Show! Show! Show!"를 방송 최초로 공개하였다.[17]
- 3월 17일, 리패키지 앨범의 타이틀곡 "Run Devil Run"을 벅스 뮤직을 통해 공개하였다.
- 3월 18일에는 "Run Devil Run"의 뮤직 비디오가 벅스뮤직을 통해 공개되었다. 지난 1월 23일과는 달리, 이용자수가 폭주하는 일은 일어나지 않았다.
- 온라인 음원 사이트 몽키3, 소리바다에서는 "Oh!"를 비롯한 수록곡이 실시간 차트와 일일 차트를 석권한 데 이어,[18] 2010년 1월 마지막 주간 차트 1위에 등극하였다.[19]

## 평가
Oh!는 대체적으로 부정적인 평가를 받았다. 이즘(IZM)은 별 다섯 개 만점에 한 개 반을 부여하며, “훅과 특정 구간의 맹렬한 반복이 횡행하는 우리 음악계에 또 한 편의 스니펫 음악이 나왔고 종막을 알 수 없는 이것의 대유행이 또 다시 시작되었음을 시사할 뿐”이라고 언급하며, 리드 싱글로 선보인 곡들 중 심심한 감이 가장 크게 느껴지는 노래라고 평가했다. 한국대중음악상 선정위원단과 네이버 오늘의 뮤직 네티즌 선정위원단의 평가도 대체적으로 부정적이었다. 한국대중음악상 선정위원단은 평균적으로 별 다섯 개 만점에 2.3개를 부여했고, 오늘의 뮤직 네티즌 선정위원단은 2.2개를 부여했다.

## 관련 일화
- 2010년 1월 30일, MBC 《쇼 음악 중심》에서는 "Oh!"의 후반부에 갑자기 검은 화면이 송출되며 소리가 수 초간 끊기는 방송 사고가 일어났다.[22] 제작진의 실수에 대한 많은 팬들의 항의에 MBC에서는 클린 버전 방송 영상 다시보기를 무료로 공개하였다.[23] 이때 일어난 방송 사고를 패러디로 만든 동영상이 누리꾼 사이에서 화제가 되었다.[24]
- 2월 19일 KBS 뮤직뱅크에서 노래 파트를 끝내고 이동을 하던 서현은 옆에 있던 멤버와 부딪히며 미끄러졌고, 순간 마이크에 대고 ‘꺅!’ 하는 외마디 비명을 지르면서 방송사고가 있었다.[25]
- 김정모의 연주 버전: 2010년 3월 3일, 같은 소속사(SM 엔터테인먼트)의 그룹인 트랙스의 김정모가 유튜브를 통해 “Oh!” 반주에 맞춰서 일렉트릭 기타를 연주하는 모습을 공개했다. 이 영상은 트랙스의 〈가슴이 차가운 남자〉 무대에 멤버 서현이 피아노 세션으로 특별출연 해준 것에 고마움을 보답하고자 준비한 것이라고 한다.[26]

## 수록곡
| #   | 제목                                                    | 작사           | 작곡 | 재생 시간 |
| --- | ------------------------------------------------------- | -------------- | --- | --------- |
| 1.  | 〈Oh!〉                                                 | 김영후, 김정배 | 켄지 | 3:08      |
| 2.  | 〈Show! Show! Show!〉                                   | 김부민         | 히치하이커 | 3:38      |
| 3.  | 〈뻔&Fun〉 (Sweet Talking Baby)                         | 송재원         | Double J Show | 3:30      |
| 4.  | 〈영원히 너와 꿈꾸고 싶다〉 (Forever)                   | 김진환         | 김진환 | 4:29      |
| 5.  | 〈웃자〉 (Be Happy)                                     | E-TRIBE        | E-TRIBE | 3:30      |
| 6.  | 〈화성인 바이러스 (Boys & Girls) - Feat. Key (SHINee)〉 | 황찬희, 조은희 | 황찬희 | 3:46      |
| 7.  | 〈카라멜 커피〉 (Talk To Me)                            | 김희원         | Machan Taylor | 3:26      |
| 8.  | 〈별별별〉 (☆★☆)                                        | E-TRIBE        | E-TRIBE | 4:29      |
| 9.  | 〈무조건 해피엔딩〉 (Stick Wit U)                       | 이재명         | 이재명 | 2:46      |
| 10. | 〈좋은 일만 생각하기〉 (Day by Day)                     | 유영석         | 유영석 | 3:50      |
| 11. | 〈Gee〉                                                 | E-TRIBE        | E-TRIBE | 3:21      |
| 12. | 〈소원을 말해봐〉 (Genie)                               | 유영진         | Nermin Harambasic, Robin Jenssen, Ronny Svendsen, Anne Judith Wik, Fridolin Nordso Schjoldan (Additional Melody by 유영진) | 3:49      |

## 크레딧
앨범의 라이너 노트를 참고한 것이다.
| - 이그제큐티브 프로듀서 - SM 엔터테인먼트 CO. Ltd. - 프로듀서 - 이수만 - Chief Director of Production & Management - 정창환 - A&R Direction & coordination - 이성수, 유제니 - Publishing & Copyright Clearance - 이해영, 김민경, 장유진 - Recorded by - 남궁진 at SM Concert Hall Studio, 이성호 at SM Blue Ocean Studio, 구종필 at SM Yellow Tail Studio, 양승호 at XP Studio, 오승근 at Studio-T, 정태석·하정수·김갑수 at Blooming Studio, 허은숙·조준성 at Hub Studio, 정은경 at Rooby Sound Studio, 홍성준·신지영 at Mojo Sound - Mixed by - 남궁진 at SM Concert Hall Studio, 이성호 at SM Blue Ocean Studio, 구종필 at SM Yellow Tail Studio - Mastered by - 전훈 by 소닉 코리아 - Artist Management & Promotion - 박영준, 최성우, 배성만, 김호진, 원경재, 황승업 - Public Relations & Publicity - 김은아, 정상희, 이지선 | - Casting & Traning - S.M. Artist Development Dept. - English Lyric Supervised by - 이현규 John - Chief Director Visual Production - 박준영 - Visual Direction - 민희진 - 포토그래퍼 - 윤석무 - 스타일리스트 - 이은아 - 메이크업 - KANG HO THE REDCARPET (최혜란, 훈정) - 헤어 스타일리스트 - KANG HO THE REDCARPET (강호, 서진이) - 안무(Choreography) - 리노 나카소네, 비트버거 (심재원) - Art Director & Design - 민희진, 이병진, 권은정 - Printing - TODAY ART - Executive Supervisor - 영민 김 |

## 차트
| 차트 (2010)                 | 최고 순위 |
| --------------------------- | --------- |
| 대한민국 (가온 차트 (주간)) | 1         |
| 대한민국 (가온 차트 (월간)) | 1         |

## 같이 보기
- 2010년 가온 앨범 차트 1위 목록